# Vítonice (okres Znojmo)
Obec Vítonice (německy Wainitz) se nachází v okrese Znojmo v Jihomoravském kraji. Žije zde 320 obyvatel.

## Název
Na vesnici bylo přeneseno původní pojmenování jejích obyvatel Vítonici, které bylo odvozeno od osobního jména Vítoň (což byla domácká podoba jména Vít) a znamenalo "Vítoňovi lidé".

## Historie
První písemná zmínka o obci pochází z roku 1351.

## Pamětihodnosti
- Výklenková kaplička u silnice do Hostěradic (kulturní památka)
- Kaple Povýšení svatého Kříže

## Galerie

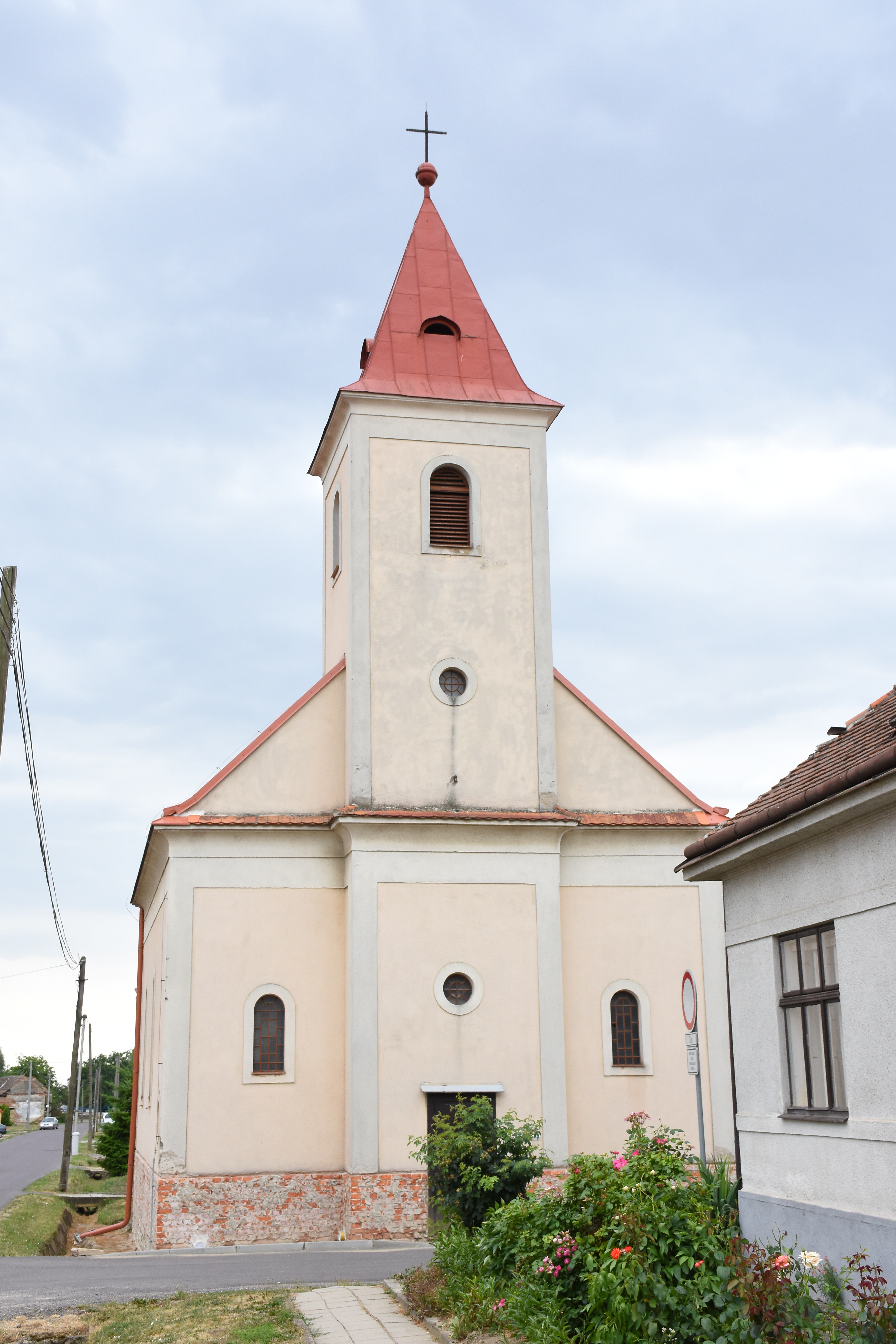
Kaple Povýšení svatého Kříže
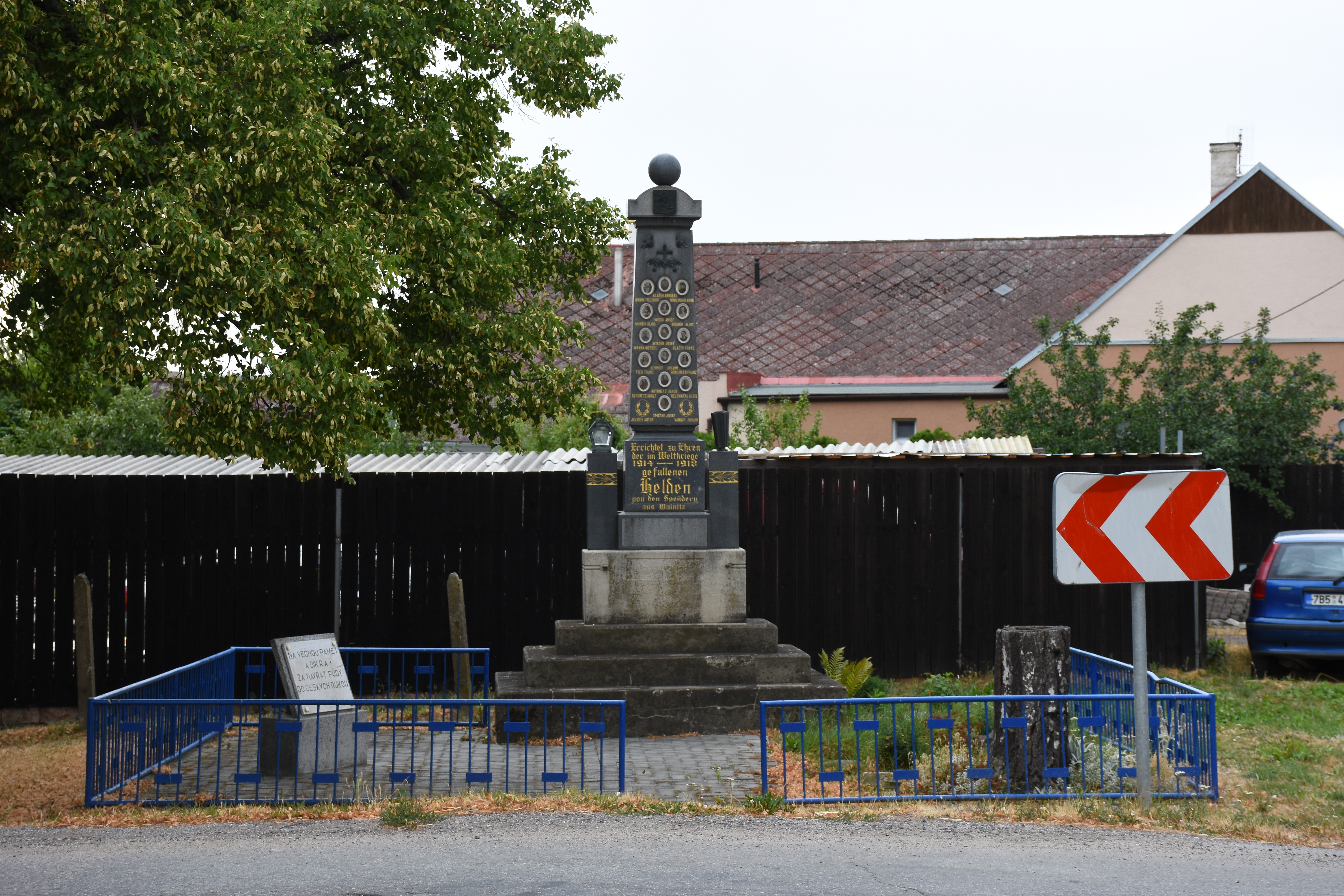
Pomník obětí I. sv. války
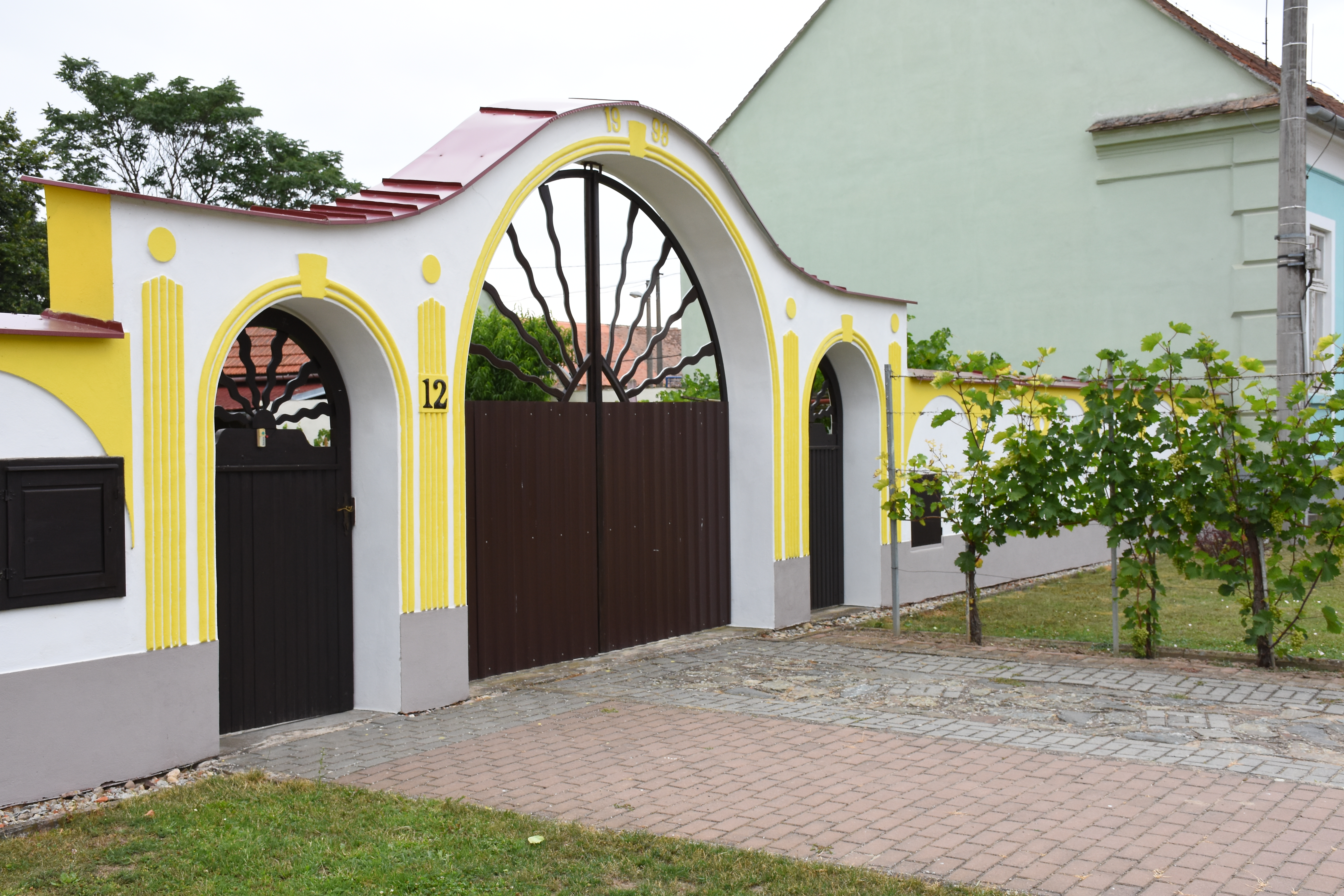
Brána statku č. p. 12
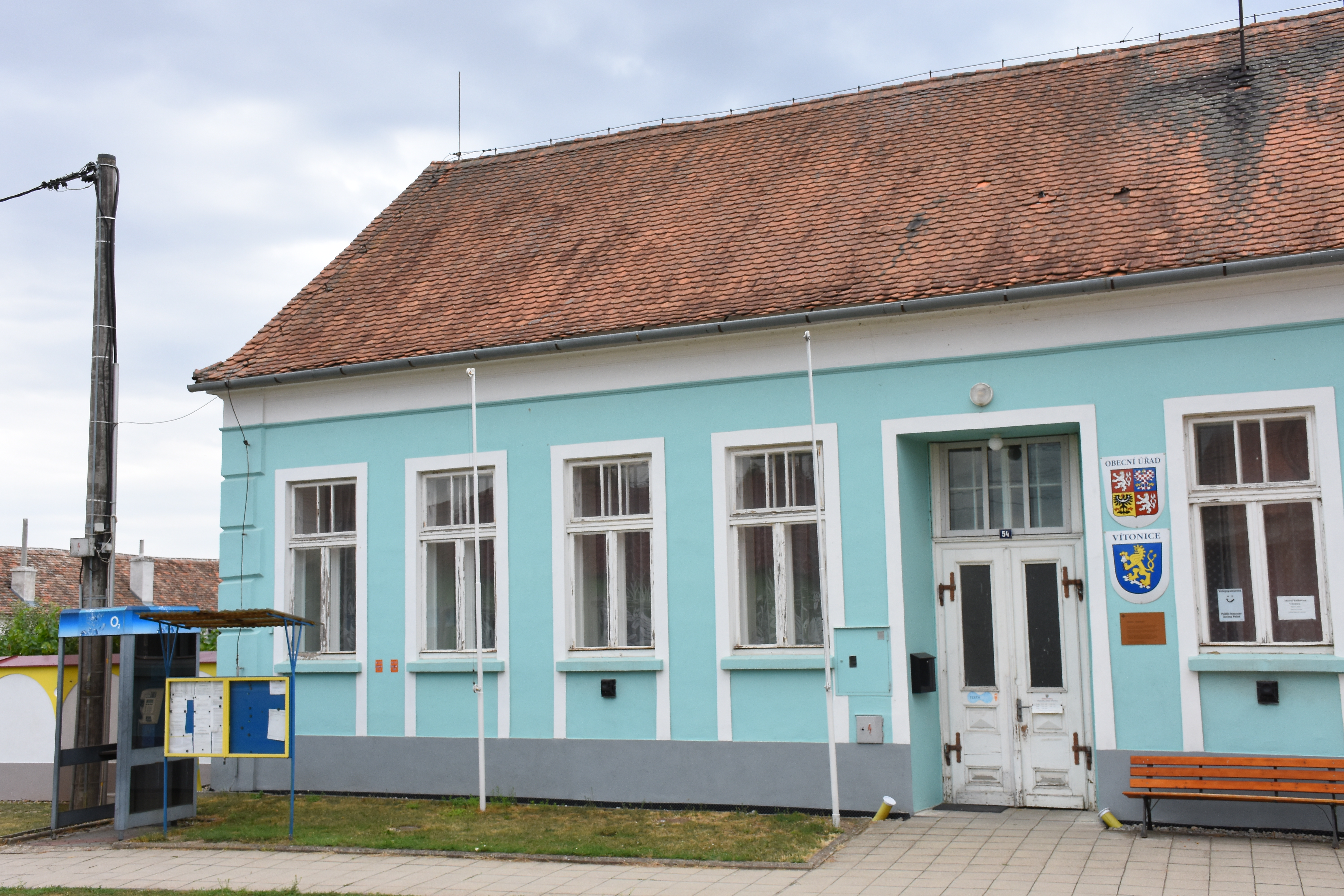
Obecní úřad